# Фокус-група (оповідання)
«Фокус-група» (рос. Фокус-группа) — оповідання російського письменника Віктора Пелевіна, дотичне до збірки ДПП (NN).

## Сюжет
Оповідання зло пародією європейські уявлення про загробне життя, суд, рай і пекло. Замість всього цього група з семи осіб веде розмову з «Сяючою Істотою», яка змушує їх прикластися до апарата, який буцімто на мить дає нескінченне щастя, після чого особистість зникає з гучним стуком. Коли всі зникають, сяюча істота також зазнає огидної метаморфози і стає чимось на кшталт дині в шкіряному мішку.
В кінці з'ясовується, що таких фокус-груп багато на таємничій рівнині, але деякі душі все-таки примудряються уникнути останньої спокуси.